# Flora and Son
Flora and Son è un film del 2023 diretto da John Carney.

## Produzione
Le riprese principali del film, diretto da John Carney e con Eve Hewson e Joseph Gordon-Levitt come protagonisti, si sono svolte a Dublino.

## Distribuzione
Il film è stato presentato in anteprima al Sundance Film Festival il 22 gennaio 2023.Inoltre, è stato presentato il 7 settembre 2023 al Toronto International Film Festival. È stato distribuito negli Stati Uniti in sale selezionate il 22 settembre 2023, prima di essere rilasciato in tutto il mondo su Apple TV+ a partire dal 29 settembre 2023,  ad eccezione dell'Irlanda, dove sarà distribuito il 23 febbraio 2024.

## Accoglienza
Sull'aggregatore di recensioni Rotten Tomatoes ha un indice di gradimento del 93%, con un voto medio di 7,40 su 10 basato su 157 recensioni.